# 黑体 (字体)
黑體是汉字和其他东亚文字使用的字体。它的特点是笔画厚度均匀，平笔无节。与白体相反，和拉丁字母的无衬线体（英語：sans-serif）属于同类。

## 名称
中華民國教育部的國字標準字體把不含圓體的黑体称为“方體”。但使用範圍不大。
“粗体”在非专业人群中可能被误称为黑体，造成中文指称的混乱。
中文里的黑体，与日文中的ゴシック体（ゴシックたい）属于同一种风格。

## 起源
在西文无衬线体的影响下，作为字体排印学的日文黑体出现于近代，但尚没有足够的证据证明黑体为日人首创。 黑体的均匀的笔画形态可能汲取自隶书的风格，而与其相似的美术字也在同期的中华民国的出版物上出现过。
目前尚不清楚黑体出现的准确时代。

## 特征
由于其醒目的特点，常用于标题、导语、标志、介面字體等等。由於漢字筆劃多，小字的黑體清晰度較差，所以一開始主要用於文章標題，但隨著製字技術的精進，已有許多適用於內文的黑體字型。現代，仿宋體成為與宋体（又稱明體）、楷體、黑體並列的最基礎最常用的四種漢字印刷體之一。

### 分类
- 黑体，筆畫的起止之處為方形。

- 叠黑体 - 近似黑体，但笔画加粗至极，笔画的交叠部分现出相反的颜色。

- 圆体，笔画的起止处、转折处是圆形的。

- 叠圆体 - 近似圆体，但笔画加粗至极，笔画的交叠部分现出相反的颜色。
- 空叠圆体 - 叠圆体的空心体，只画出笔画的轮廓。

- 综艺体 - 黑体的变体，撇、捺笔画以拐弯的直线代替。

## 电脑字体

### 使用
從Windows Vista及Office 2007開始，微軟正黑體成為繁體中文的預設字體。
簡體中文裡，从Windows Vista开始，用微軟雅黑作为預設字体。Linux在文泉驛正黑體加入字库之前，没有可用的黑体字型。苹果公司的Mac OS X很早就用华文细黑作为預設簡體中文字体，於 OS X Snow Leopard 換成黑體-簡；繁體中文的介面字體最開始是「儷黑Pro」，於 OS X Snow Leopard 換成黑體-繁，再於 OS X El Capitan 換成「蘋方」。
昔日在手机等行動裝置上，大多使用宋体。近年智慧型手機幾乎都用黑體，諾基亞的手機使用蒙納黑體顯示已行之有年，iOS平台皆以蘋方作為預設字體，Android平台亦以思源黑體作為預設字體。

### 常见的电脑黑体

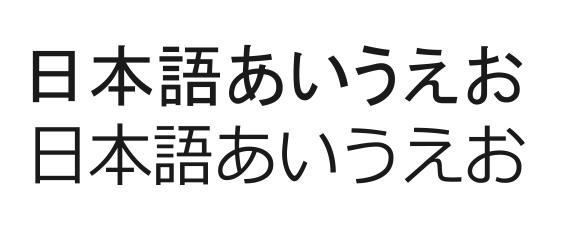
日文黑体：MS PGothic（上）及明瞭體（下）

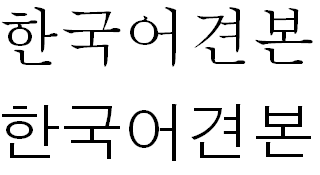
韩语中的衬线体Batang体和无衬线体Dotum体

各种黑体字样本。从上到下：黑体，华文细黑，微软雅黑，微軟正黑體。

- 文鼎黑體，黑體（AR Heiti，TrueType）
- 華文ST黑體，（Heiti，TrueType，蘋果OS X）
  - 黑體-繁（Heiti TC, STHeitiTC），常州華文
  - 黑體-簡（Heiti SC, STHeitiSC），常州華文
- 蘋方，方體（PingFang，OpenType，蘋果OS X）
  - 苹方-港（PingFang HK），威鋒數位
  - 苹方-繁（PingFang TC），威鋒數位
  - 苹方-簡（PingFang SC），威鋒數位
- 中易黑体，黑体（SimHei，TrueType）
- 微软雅黑，黑体（Microsoft YaHei，msyh.ttf，TrueType）
- 微軟正黑體，黑体（Microsoft JhengHei，msjh.ttf，TrueType），Monotype Imaging
- 蒙納黑體，黑體（MHei），Monotype Imaging
- 華康中黑體，黑體（DF-Hei），威鋒數位
- Hei Regular（SIL-Hei-Med-Jian，TrueType，蘋果OS X）
- 华文黑体，黑体（stHeiti，TrueType），常州華文
- 华文细黑，黑体（stxihei，TrueType），常州華文
- 幼圆，圆体
- 华文琥珀，叠圆体
- 综艺体，综艺体
- 清黑體（맑은 고딕，Malgun Gothic，韓文，微軟Windows，TrueType）
- 儷黑 Pro（LiHeiPro，TruePro，蘋果OS X），威鋒數位
- 蘋果儷中黑（LiGothicMed，TrueType，蘋果OS X），柯熾堅
- 微软Gothic，黑体（ＭＳ ゴシック，MS Gothic，TrueType）
- 明體，黑体（Meiryo，TrueType，微软）
- 小塚黑體（Gothic，Kozuka Gothic Pr6N，OpenType，Adobe公司）
- 冬青黑體（ヒラギノ角ゴ）系列
  - Hiragino Kaku Gothic - OpenType，蘋果OS X
  - HiraginoKaku - TrueType，Windows
- 方黑體（돋움，Dotum，韓文，微軟Windows，TrueType）
- 圓黑體（굴림，Gulim，韓文，微軟Windows，TrueType）
- 文泉驿正黑体，黑體（WenQuanYi ZenHei，文泉驛）
- 文泉驛微米黑，黑體
- Droid Sans Fallback，黑體（Google Android）
- 方正兰亭黑，黑体
- 思源黑體，正体中文/简体中文/日文/韩文（Google Noto Sans CJK / Source Han Sans）

## 另見
- 字体
- 衬线
- 无衬线体
- 中日韩字体列表
- 联邦高速公路字体